# یواس‌ان‌اس دیرپا (تی-ای‌جی‌اواس-۶)
یواس‌ان‌اس دیرپا (تی-ای‌جی‌اواس-۶) (به انگلیسی: USNS Persistent (T-AGOS-6)) یک کشتی بود که طول آن ۲۲۴ فوت (۶۸ متر) بود. این کشتی در سال ۱۹۸۵ ساخته شد.